# Lijst van de leden van de Hoge Raad voor de Justitie (2000-2004)
Dit artikel geeft een lijst van de leden van de Hoge Raad voor de Justitie voor de periode 2000 – 2004.

## Nederlandstalig college
Magistraten
Werden verkozen als lid:
- Alain Bloch, ondervoorzitter van de rechtbank van eerste aanleg te Gent
- Jozef Colpin, eerste substituut-procureur des Konings te Brussel
- Kathleen Desaegher, substituut-procureur-generaal bij het hof van beroep te Brussel
- Ghislain Londers, raadsheer in het Hof van Cassatie
- Walter Niewold, vrederechter in het eerste kanton van Hasselt
- Stefaan Raes, raadsheer in het hof van beroep te Brussel
- Michel Rozie, kamervoorzitter in het hof van beroep te Antwerpen en docent aan de Vrije Universiteit Brussel
- Eric Stassijns, raadsheer in het Hof van Cassatie
- Gaby Van den Bossche, rechter in de arbeidsrechtbank te Brussel
- Edith Van den Broeck, eerste substituut-procureur des Konings te Mechelen
- Rosette Vandenborne, eerste substituut-procureur des Konings te Tongeren
- Frits Verhaeghe, eerste substituut-procureur des Konings te Kortrijk

Niet-magistraten
Werden verkozen verklaard tot lid:
- Carl Bevernage (*), advocaat te Brussel
- Boudewijn Bouckaert (*), hoogleraar aan de Universiteit Gent
- Ann Collin (*), advocaat te Antwerpen
- Alain De Nauw, hoogleraar aan de Vrije Universiteit Brussel en advocaat te Brussel
- Pol Deltour, nationaal secretaris van de Algemene Vereniging van Beroepsjournalisten
- Arlette Geuens, juridisch adviseur van de De Voorzorg
- Jacques Herbots, hoogleraar aan de Katholieke Universiteit Leuven
- Kristine Kloeck, socio-criminologe, hoofddocent aan de Vrije Universiteit Brussel
- Fernand Moeykens, advocaat te Brugge
- Lucien Potoms, griffier van het Arbitragehof
- Lies Remans, advocaat te Tongeren
- Cathy Van Acker, hoogleraar aan de Universiteit Gent
- Myriam Van Varenbergh, advocaat te Brussel

## Franstalig college
Magistraten
Werden verkozen als lid:
- Martine Castin, raadsheer in het hof van beroep te Bergen
- Xavier De Riemaecker, advocaat-generaal bij het Hof van Cassatie
- Anne-Marie Degive, eerste substituut-arbeidsauditeur te Charleroi
- Jacqueline Devreux, eerste substituut-procureur des Konings te Brussel
- Priscilla Donny, ondervoorzitter van de rechtbank eerste aanleg te Brussel
- Jean-Louis Franeau, kamervoorzitter in het hof van beroep te Bergen
- Karin Gerard, kamervoorzitter in het hof van beroep te Brussel
- Alain Kaiser, fiscale rechter in de rechtbanken eerste aanleg te Luik, Namen en Aarlen
- Christiane Malmendier, raadsheer in het hof van beroep te Luik
- Chantal Pensis, eerste substituut-procureur des Konings te Brussel
- Jean-Claude Van Espen, onderzoeksrechter en ondervoorzitter in de rechtbank van eerste aanleg te Brussel

Niet-magistraten
Werden verkozen verklaard tot lid:
- Marie-Françoise Berrendorf, adviseur van de Federale Overheidsdienst Justitie
- Jean-François Cats, bedrijfsrevisor
- Françoise Collard (*), advocaat te Luik
- Jacques Hamaide (*), advocaat te Brussel
- Nicole Jeanmart, advocaat te Brussel en hoogleraar aan de Université catholique de Louvain
- Marc Preumont, advocaat te Namen en docent aan de Université libre de Bruxelles
- Jean-Paul Pruvot (**), gedelegeerd bestuurder van een verzekeringsmaatschappij
- Foulek Ringelheim, voorzitter van de Toezichtscomité van de Kruispuntbank van de Sociale Zekerheid
- Jean-Claude Scholsem, hoogleraar aan de Université de Liège
- Pascal Vrebos, docent aan de Haute École Francisco Ferrer en toneelschrijver
- Jeanine Windey, advocaat te Brussel

## Nota
(*) Kandidaten voorgedragen door de orden van advocaten of door de universiteiten en hogescholen van de Vlaamse en Franse Gemeenschap.
(**) Kandidaten met kennis van het Duits.